# Luiz Henrique Byron de Mello
Luiz Henrique, właśc. Luiz Henrique Byron de Mello (ur. 25 lutego 1949 w Rio de Janeiro) – piłkarz brazylijski, występujący na pozycji napastnika.

## Kariera klubowa
Podczas piłkarskiej kariery Luiz Henrique występował w klubie CR Flamengo.

## Kariera reprezentacyjna
W 1968 roku Luiz Henrique uczestniczył w Igrzyskach Olimpijskich w Meksyku. Na turnieju Luiz Henrique wystąpił w dwóch meczach grupowych reprezentacji Brazylii z Japonią i Nigerią.